# ホーフビーバー
ホーフビーバー（ドイツ語: Hofbieber）は、ドイツ連邦共和国ヘッセン州カッセル行政管区のフルダ郡に属す町村である（以下、本項では便宜上「町」と記述する）。この町は東ヘッセンに位置している。町内の16地区とともにヘッセン・レーン自然公園に属している。

## 地理

### 隣接する市町村
ホーフビーバーは、北はニュストタール（フルダ郡）、北東はガイザ（テューリンゲン州ヴァルトブルク郡）、東はタン、南東はヒルダース、南はポッペンハウゼン、南西はディッペルツ、西はペータースベルク、北西はヒューンフェルト（以上、いずれもフルダ郡）と境を接している。

### 地区
各地区はそれぞれ独自の地区委員会を有している。かっこ内は2018年6月30日現在の人口である。
- アルムス (154)
- ダンツヴィーゼン (51)、小集落エーヒェンバッハ (11) とフォルダーシュテルベルク農場、ヒンターシュテルベルク農場、グラーベンホーフ農場を含む
- エルタース (522)、小集落シュテーンスおよびハーナースホーフ農場を含む
- ホーフビーバー (1,899) 主邑
- マーラードルフ・クラインザッセン (357)、シャッカウ (122) を含む
- ランゲンベルク (26)
- ランゲンビーバー (1,005)
- マーラーツ (46)
- ニーダービーバー (459)
- オーバーグルーベン (44)
- オーバーニュスト (173)、小集落ボックスベルクを含む
- レーダーグルント＝エーゲルメス (100)
- シュヴァルツバッハ (461)
- トライスバッハ (245)
- ヴィーゼン (323)、ミッテルベルク (42) を含む
- ヴィトゲス (86)

## 歴史

### 石器時代
この地域の旧石器時代の入植については、わずかな証拠しか遺されていない。ニーダービーバーから約 12 km 離れたグローセンバッハ近郊の丘陵で、明らかに人が削った石英や珪岩が数多く出土しており、その年代は約100万年前とされている。これにより、旧石器時代または中石器時代初期に人々は狩猟・採集生活を送っており、定住をしていなかったことが判る。
シャッカウ地区の近くで発掘された茶-黒色の角岩（燧石の一種）製の刀や、クラインザッセンおよびオーバーベルンハルツ周辺からのその他の出土品は明らかにヨーロッパの中石器時代に属すもので、現在のホーフビーバーの町域が古くから狩り場として利用されていたことを示している。
紀元前6000年頃からの、狩猟から農耕への移行が起こり、これに伴う定住を特徴とする新石器時代以降、いくつかの出土品が現れる。ダンツヴィーゼン地区近郊とデルツェンホーフ近くで出土した2本の斧、旧ミルゼブルク駅の近くで発見された研磨された刃先を持つ手斧がそれにあたる。

### 青銅器時代
紀元前1600年から紀元前1250年頃の青銅器時代中期については、この町の森で土と石で造られた墓の周辺構造物が見られる:
- 郷土研究家ヨーゼフ・フォンデラウ（1863年 - 1951年）は1906年にトライスバッハ近郊で直径 14 m の墳墓を初めて開いた。副葬品（青銅製装身具やブローチ）から、女性が埋葬されていたと推測される。出土品は現在フルダのフォンデラウ博物館に収蔵されている。
- 他の発掘は、1932年と1934年にフォンデラウの指導下でヘルマン＝リーツ＝シューレの学生により行われた。この調査では旧ビーバーシュタイン駅付近の2つの墳墓が発掘された。ここで発掘された出土品はビーバーシュタイン城で保管されている。

いわゆる骨壺墓地時代あるいは青銅器時代後期（紀元前1250年 - 紀元前750年）については、ホーフビーバーでは、ミルゼブルクの麓から槍の穂先が出土しただけである。

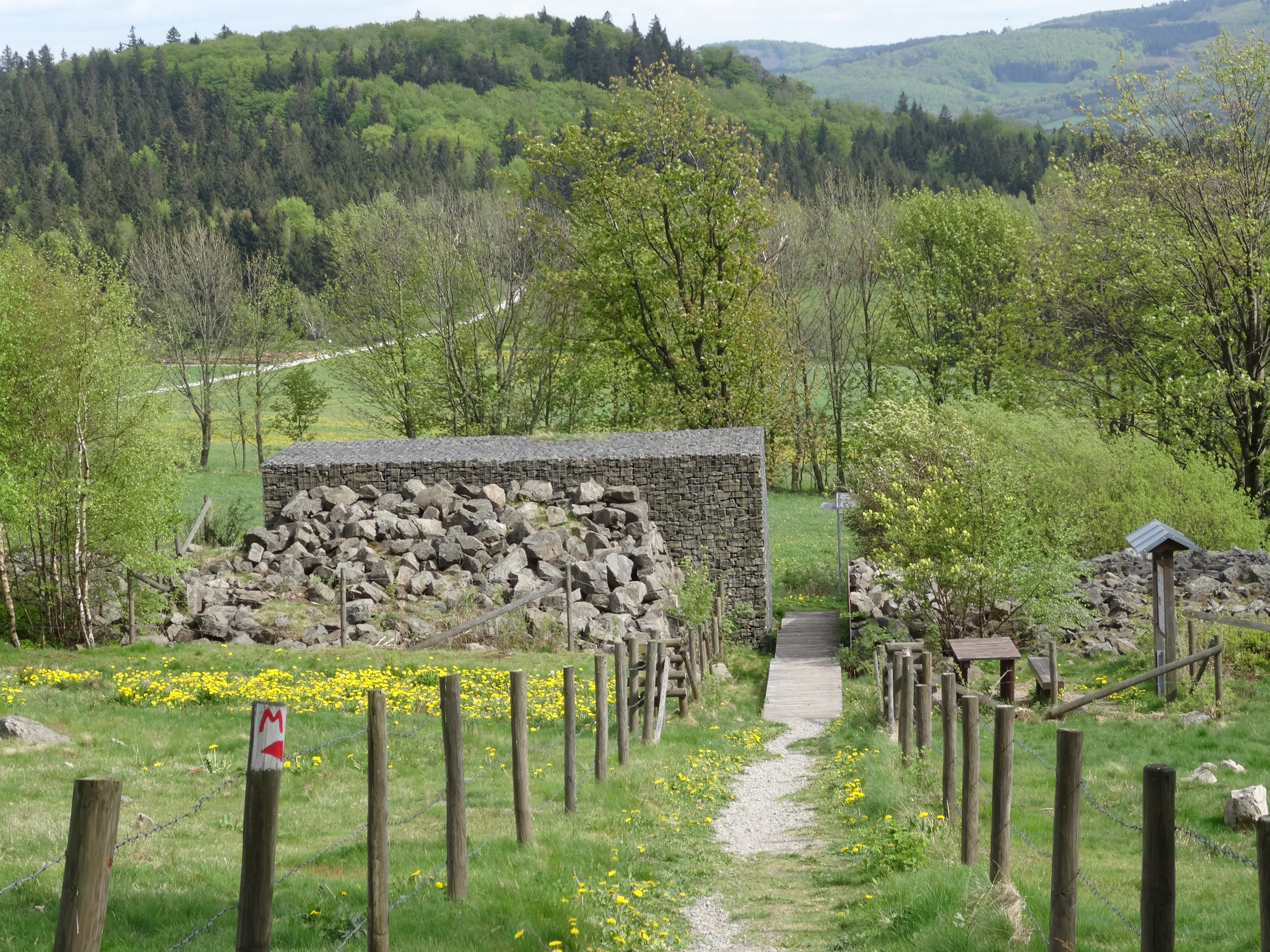
一部が復元された鉄器時代のミルゼブルク環状壁

### 鉄器時代
この時代については、数多くの小さな出土品の他にミルゼブルクの環状土塁 (Oppidum Milseburg) が知られている。この施設は、おそらく紀元前1世紀頃までに造られた。

### 中世から1802年/1803年まで
最も古い集落であるランゲンビーバーの古名 Biberaha を手がかりにすると、アレマン人がビーバー川や最終的にはこの地域の名前を決めたことが判る。-aha はアレマン人が川を示すために用いる語尾である。この地域はアレマン人以前に、同じゲルマン系のヘルムンドゥーレン族が住んでいた可能性がある。これはローマの著述家タキトゥスが Annalen Lib. XIII. に書き記している。
500年頃、アレマン人はクローヴィス1世率いるフランク人によって放逐され、この地域はフランク人の土地となった。ホーフビーバー周辺地域は、まずメロヴィング朝の王領となったが、9世紀のカロリング朝の時代にフルダ修道院に寄進され、修道院領となった。ビーバータールの住民は修道院に税を納めなければならなかった。その後この地域はエーバーシュタイン貴族家がレーエンとして治めた。これは1458年にフルダ修道院院長ラインハルトがヘルマン・エーバーシュタインとフィリップ・エーバーシュタインに宛てた書状から判る。
現在のホーフビーバーにあたる地域の中世から近世までの住民たちは、当時の典型的な封建制度に組み込まれていた。彼らは、農民生活を送り、地主貴族に税を納め、賦役を提供した。村の高台にあるビーバーシュタイン城は住民にとって、労働を課され、税を運び込まなければならない重荷であった。
フルダ司教領全域、あるいはヨーロッパ全土がそうであったように、ホーフビーバーでも14世紀末以降何度もペストが流行した。他の地域と同様に伝染病は人口を大きく減少させ、経済危機が何度も繰り返された。15世紀末から16世紀初め頃、国はゆっくりとではあったが回復に向かった。ホーフビーバーでは特に、人々が新しい計画に専念したことが判っている。1500年頃に新しい教会が、アルムス村には新しい礼拝堂が建設された。1605年のフルダ司教領におけるトルコ税増税のための住民リストは、著しい人口増加を証明している。この頃、魔女火刑の世界記録保持者バルタザール・ヌスがビーバーシュタイン城のツェントグラーフとなっていた。
三十年戦争は新たな苦しみと人口減少をもたらした。ドイツの多くの地域と同様に、ホーフビーバーでも行軍する兵士により破壊と略奪が行われた。この地域の集落が完全に廃村となることはなかったが、いくつかの農場がしばしば焼き払われた。収穫に対する被害が飢餓の結末につながることも珍しくはなく、人口は急速に減少していった。史料によれば、当時アムト・ビーバーシュタインには62の農場があったが、1649年に稼働していたのは15農場であった。
この頃から人口はゆっくりと回復していった。

### 19世紀のホーフビーバー
1802年/1803年の世俗化により、フルダ司教領の歴史も終結した。この地域はまずオラニエ公ヴィルヘルム5世のものとなり、次いで息子のフリードリヒ・ヴィルヘルム1世へ引き継がれた。フリードリヒ・ヴィルヘルムは1806年にナポレオンの庇護下で新たに結成されたライン同盟に加盟することを望まなかったため、ホーフビーバーやその周辺集落を含むかつての聖界領邦フルダ司教領はフランス直轄下に置かれた。

この頃、この国の住民は大変に不幸な状態にあった。ホーフビーバーの司祭ヨーゼフ・アントン・シュミットは「Kronik aus Hofbieber anfangend mit 1788」（直訳:「1788年から始まるホーフビーバーの年代記」）に以下のように記している。
しかし特筆すべき良いこともあった。1808年にナポレオンが農奴制を廃止したため、ホーフビーバーの地域でも数多くの農民が賦役や課税から解放され、農場に固有の名前をつけることもできるようになった。
ライプツィヒの戦いは、ホーフビーバーをナポレオンから解放しただけではなかった。ナポレオンは、1813年10月16-19日にライプツィヒ近郊で敗れた後、その軍勢とともに退却した。兵士の群は、10月27日から29日にフルダ近郊やホーフビーバー地域、より詳しくはトライスバッハ付近を通った。この退却行は、たとえば追撃を阻止するために焼き払われたブットラー村の例が示しているように、平安なものではなかった。こうした処置がほとんど無益であったことは、オーストリア皇帝フランツ1世がわずか2日後の10月31日には既にフルダに到着したことが示している。諸国民の戦いとナポレオン追撃の置き土産がチフスの一種の伝染病であった。この伝染病で多くの人が亡くなった。ナポレオンに対する勝利が新たに強化された支配層にいかに重要であったかは、毎年10月18日に諸国民の戦いを記念して教会で祝祭的なミサ・ソレムニスとテ・デウムを挙行するよう通達したことにも表れている。しかしシュミット司祭によれば、この通達が実行されたのは7年間だけであった。
ウィーン会議と1814年/1815年のドイツ連邦成立に伴い、ホーフビーバーの町域全体がフルダ大公国とともにプロイセンに併合された。しかしそのわずか1年後にプロイセンは、ヘッセン選帝侯領のライン川周辺地域と領土の交換を行った。
こうした政治的変化にもかかわらず、この地域の住民にとって日常生活は何の変わりもなかった。彼らの興味は、それまでと同じく、収穫のことであった。たとえば、1816年は降水量が多すぎ不作であった。結局、飢餓と貧困がはびこった。この年には穀物やジャガイモが高騰し、その後数年は今度は低価格のために農民は苦しんだ。1830年代にはこの地域のために多くのインフラ整備が行われたが、追加の道路工事に人々は嘆きの声を上げた。
ローマ教皇ピウス7世の教皇勅書 Provida solersque（1821年）とレオ12世の大勅書 Ad Dominici gregis custodiam（1827年）によって新たに司教区が設けられた。1829年に創設されたフルダ司教区はヘッセン選帝侯領を管轄し、したがって現在のホーフビーバーの町域もこれに含まれた。
レーン地方の田舎暮らしの貧しさから逃れるため、1834年からホーフビーバー周辺地域の人々も北アメリカに向けて移住していった。レーン地方でもゆっくりとではあるが開発が始まった。たとえば、1830年代末にホーフビーバーを通る運河が開通し、1843年にランゲンビーバーに学校が設けられた。それにもかかわらず、この世紀の中頃のビーバータールの人々は飢えと貧困、そして時には生き延びるための闘争が日常であった。シュミット司祭は以下のように記している。
1848年三月革命によって引き起こされた混乱もこの町を無傷のままにはしておかなかった。特に統一と自由をめぐる戦いが失敗した後、領主がその領土で再び抑圧と禁治産宣言を振るう際、町は大量の兵士の宿営に耐えなければならなかった。シュミット司祭によれば、そうした「嫌がらせをする人々」はときに2,000人近くになった。
ホーフビーバーの19世紀後半に関する歴史上の記録はごくわずかである。この町の18世紀から19世紀の歴史に関する短いが重要な証拠であるホーフビーバーの司祭ヨーゼフ・アントン・シュミットによる「Kronik aus Hofbieber anfangend mit 1788」は、彼が亡くなった1851年で終わっており、その続きはない。19世紀や20世紀の町の生活に関するその他の資料は極めてまばらで、郷土史家による体系化が望まれる。

### 世界大戦の時代

#### 1914年から1932年
ドイツ全土がそうであったように、ホーフビーバー町域の村も数多くの戦死者や戦争による障害者に嘆き悲しんだ。様々な集落の多くの記念プレートが、追悼するために第一次世界大戦（1914年 - 1918年）や第二次世界大戦（1939年 - 1945年）の死者をリスト化している。それでも、1945年を除けば、実際の戦闘が故郷に及ばなかっただけこの地域の人々はまだ幸運であった。数多くの息子や父親が前線に投入されたため、女性たちにとっても生活が根本から変化したが、それでも農作業によって日常生活を続けることができた。1882年に設立されたホーフビーバーの養蜂協会の年代記に会長のフランツ・クサヴァー・ベックが起草した第一次世界大戦に関する短い文章が掲載されている:「世界大戦が起こった、その驚きとともに養蜂家と協会に不幸が訪れた。多くの養蜂家が軍に招集され、砂糖の配給やあまりに高い価格のために多くの住民は蜂蜜から目を背けた。こうした事態は養蜂家の数を減らしただけでなく、協会の会員数や養蜂に対する興味までをも失わせた。」それでも養蜂協会は戦争中も存続した。1882年に創設された歌唱クラブは第一次世界大戦中その活動を完全に停止しなければならなかった。こうした全般的に困難な状況にありながら、まさにこの頃（精確には1915年）に町医者のゾイバートの家族が住む家（いわゆるシュレスヒェン = 小城）に上水道の供給があったことは一層奇妙なことである。
さらに、第一次世界大戦後の1918/1919年の革命時にホーフビーバーで起こったことに関する報告はこれまで公開されていない。しかし、ドイツが民主主義をモデルとした共和国となるのか、レーテシステムに倣うべきかという問題が、この農業地域ではそれほど熱い論争にならなかったであろうことは推測できる。そのかわりホーフビーバーでは1919年にスポーツクラブが設立された。論争の原因の多くは、おそらく、1923年に起こったインフレーションと、それにより4年前に設立されたばかりのスポーツクラブの運営が機能停止に陥ったことによるものであった。養蜂協会の年代記に、初め1ポンド5000マルクだった蜂蜜が、購入するためにレンテンマルクに両替した後は1兆マルクになったと詳しく記述していることは決して偶然ではない。ヴァイマル共和制が保持されるにつれ、自治体の興味は概して経済状況に焦点があてられるようになっていったように思われる。養蜂協会の報告に戻ると、1929年の世界恐慌の始まり以降の協会活動が完全に停止する可能性があった辛い時期が強調されている。1928年7月1日の「ホーフビーバー戦士クラブの射撃部門」の結成が深い落胆の表れであったのか、それとも将来ヴェルサイユ条約の屈辱を雪ぐという願望の表現であったのかは明かでない。

#### 1933年から1945年まで
すべての人（それまで政治的に危険な出来事とは無縁であったホーフビーバーの人も）が共有する変化は1933年に訪れた。国家社会主義が政治の舞台を支配し、その統制思想が人里離れたレーン山地の村にまで影響を及ぼすようになった。特に農業に高い価値を認めるというイデオロギーに支えられ、レーン地方の町村が新しい変化に着目したことは驚くにあたらない。その証拠は、やはり養蜂協会の年代記で、その後は協会長 (Vereinsvorsitzenden) はおらず、協会指導者 (Vereinsführer) が存在したと記している。これは、ここにも、いわゆる指導者原理が適用されたこと示している。スポーツクラブでも同様に、1934年の代表選挙から指導者原理が導入されたとされている。しかしこれだけではなく、養蜂協会では、協会規約全体が国家社会主義的な指向に改編された。会員数が明らかに増加したことは、特筆・注目に値する。養蜂協会はそれまでよりも多くの集会を開かなければならなかったが、それは上手な蜂の飼育法や繁殖法に関する講演を増やすことが、収穫量を増やすという上位の目標のために必要なことだと考えられた。さらに新たな技術装置が導入された。第一次世界大戦中協会は糖の配給制と高騰により苦しめられたが、第二次世界大戦中に養蜂家は国家社会主義政権によって格安の糖を割り当てられる特権を得ていた。一方で彼らには、その見返りとして蜂蜜と蜜蝋の強制的な納入が義務づけられていた。この協会は第二次世界大戦中ほとんど制限のない状態で存在していた。他のクラブ、たとえば1938年に強制的同一化されたドイツ歌唱連盟に加盟した歌唱クラブやスポーツクラブは1939年から1945年までその活動を休止した。
国家社会主義の時代に「ユダヤ人に対する何かが間違っている」ということに気づいたこの地域の人はわずかであった（ドイツの多くがそうであったが）。「いつからかユダヤ人の家畜商人が来なくなったんだ」と今も老人たちは語るが、多くの人はそれすら気づかなかった。
戦争については、より明らかに気づいた。一つには、父親と息子が前線に再び戻り、女性たちは遺された仕事をしばしば一人で行わなければならなかった。もう一つは、今度は戦闘行為が村の近くまで脅かしたことであった。1943年の聖霊降臨祭に、約 25 km 離れたヴァッサークッペが爆撃され、ホーフビーバーにも何発か投下され、偶然居合わせたホーフビーバー住民何人かが負傷した。1943年10月22日のカッセル爆撃の際、ホーフビーバーからも地獄の業火が見えた。15 km 離れたフルダへの1944年9月と12月の爆撃では数百人が死亡したが、その中にはホーフビーバーの住民も数名含まれていた。1945年2月9日、弾薬庫があると推測されたヴァイアースホーフが連合軍の爆撃目標となった際には、8つの大きな爆撃クレーターと破壊された大きな貯水タンクがこの町の住民の生命の危険を証明した。ホーフビーバーの国民学校教師ジッペルはこの時のことを学校の年代記に以下のように記している: 「戦争の終わりがますます明確になった。」1945年3月22日のフルダへの空爆の際、ホーフビーバーの町域は敵軍の掌中にあることが明らかとなった。西方軍総司令官アルベルト・ケッセルリングも、その隠れ場所であったミルゼブルクトンネルが爆撃されてことで、この事実を認識せざるを得なかった。ケッセルリングはこの地域を放棄し、住民にとっては幸いなことに、アメリカ軍が侵攻する前に東に向かって退却した。
戦争最終盤には、言葉で表せないほどの避難民の群れや、敗走する国防軍部隊がこの町を通っていった。しかしそれとは異なる人たちもあった。教師ジッペルは、「元戦争捕虜たちは（強制労働の）職場を離れ、穏健な小さなグループとなって西に向かって行った」と記した手記を公開している。アメリカ軍はその後4月1日にこの町の町域に入った。彼らは、住民が家を空けることを余儀なくされた家のいくつかに数日間滞在し、封鎖がなされた。軍隊は数日後に東に向かって進軍していった。

### 町村合併
ヘッセン州の地域再編に伴い、1971年12月31日に、それまで独立した町村であったアルムス、ダンツヴィーゼン、エルタース、クラインザッセン、ランゲンビーバー、ニーダービーバー、レーダーグルント＝エーゲルメス、トライスバッハ、ヴィーゼン、ヴィトゲスおよびデルムバッハ・アン・デア・ミルゼブルクのランゲンベルク地区（当時の人口約 50人）が合併した。1972年8月1日に、州法に従いヒュンフェルト郡からマーレルツ、オーバーグルーベン、オーバーニュスト、シュヴァルツバッハがこの町に編入された。

### 1989年の小規模な国境往来とドイツ再統一
1989年12月30日、ホーフビーバーにおいても DDR との国境が開放された。ゴットハルツ（ニュストタール町内）とケッテン（ガイザ町内）との間に小さな国境通過所が設けられ、好奇心から境界の両側の人々に利用された。当然東ドイツ側からの人々の方が逆側からよりも多かった。ほとんどの人々は、ホーフビーバー町内の村落には短い間しか滞在せず、むしろフルダ市で買い物できるということが DDR の住民を惹きつけたのであった。
1990年の公式なドイツ再統一以降ひっきりなしに町内を通って、フルダ郡やフランクフルトの職場へ行き来するトラバントの姿にホーフビーバーの住民はすぐに慣れていった。かつての、いわゆる国境地域の町は、一夜にしてドイツの中心に位置することとなった。しかし、その立地はこれまでのところ利点となっておらず、通過地点のままとなっている。

## 行政

### 議会
ホーフビーバーの町議会は、31人の議員で構成されている。

### 首長
マルクス・レーダーは2018年6月の町長選挙で唯一の立候補者として、91.6 % の支持票を得て再選された。彼は2012年7月に4人の対抗馬に対して、第1回投票で 54.4 % の票を得て新町長に選出された。

### 紋章
紋章は、銀地に、16枚の葉と向かって右側に枝が折られた跡があるブナの木が描かれており、木の向かって右側に黒い十字架が配されている。
この紋章には以下の意味がある:
- ブナ: ブナの木はこの地域の森の豊かさを示している。ブナ (Buche) の木が多いことから、早くも8世紀にボニファティウスに Buchonia と呼ばれていた。
- 16枚の葉: 旺盛な16枚の葉は、かつて独立した町村であった現在の地区を象徴している。
- 折り取られた枝: 1949年のドイツ分割によって失われた、かつての町域を意味している。1990年までこの町は、世界の終わりがここにあるかのように鉄のカーテンで閉ざされていた。
- 黒い十字架: このキリスト教の徴によって、この町がフルダ司教区に属していたことと、それに伴いカトリックを基盤としていることを示している。

## 文化と見所
村の文化は、本来の習俗が衰退し、これに替わって多くのクラブ（音楽、歌唱、スポーツ、謝肉祭クラブ、ハイキング、演劇グループ、消防団）が代表となっている。多くの村落の景観も、ホーフビーバーの主邑のように古い木組み建築が取り壊され、古い街並みが失われつつある。

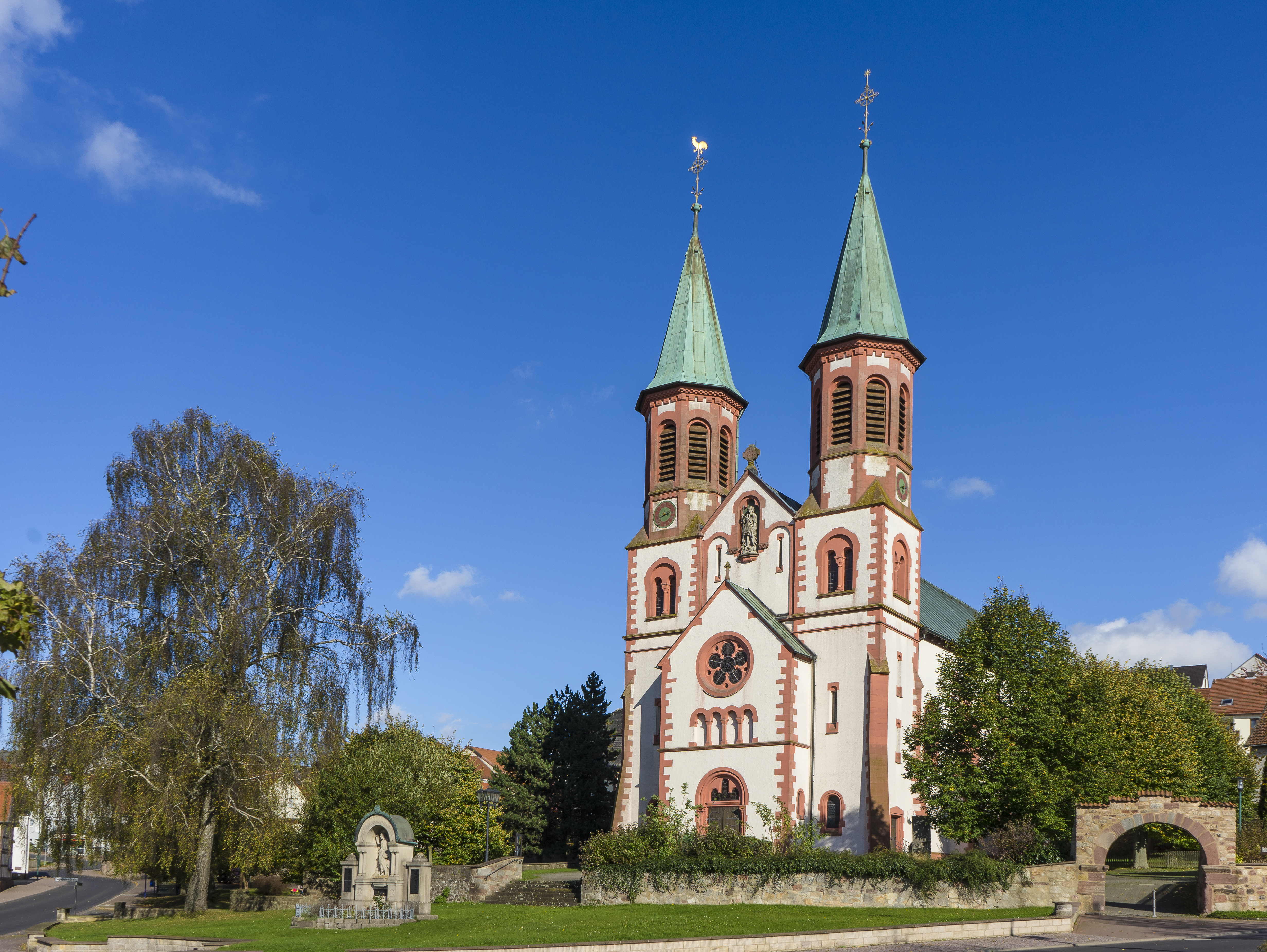
ホーフビーバーの聖ゲオルク教会

### 建築
- 聖ゲオルク教会（ホーフビーバー）
- ビーバーシュタイン城
- オッピドゥム・ミルゼブルク
- クラインザッセンの芸術家村
- 洗礼者聖ヨハネ教会（アルムス）をはじめ、いくつかの集落の教会
- ホーフビーバーのバールフス＝エルレプニスプファート（直訳: 裸足体験路）

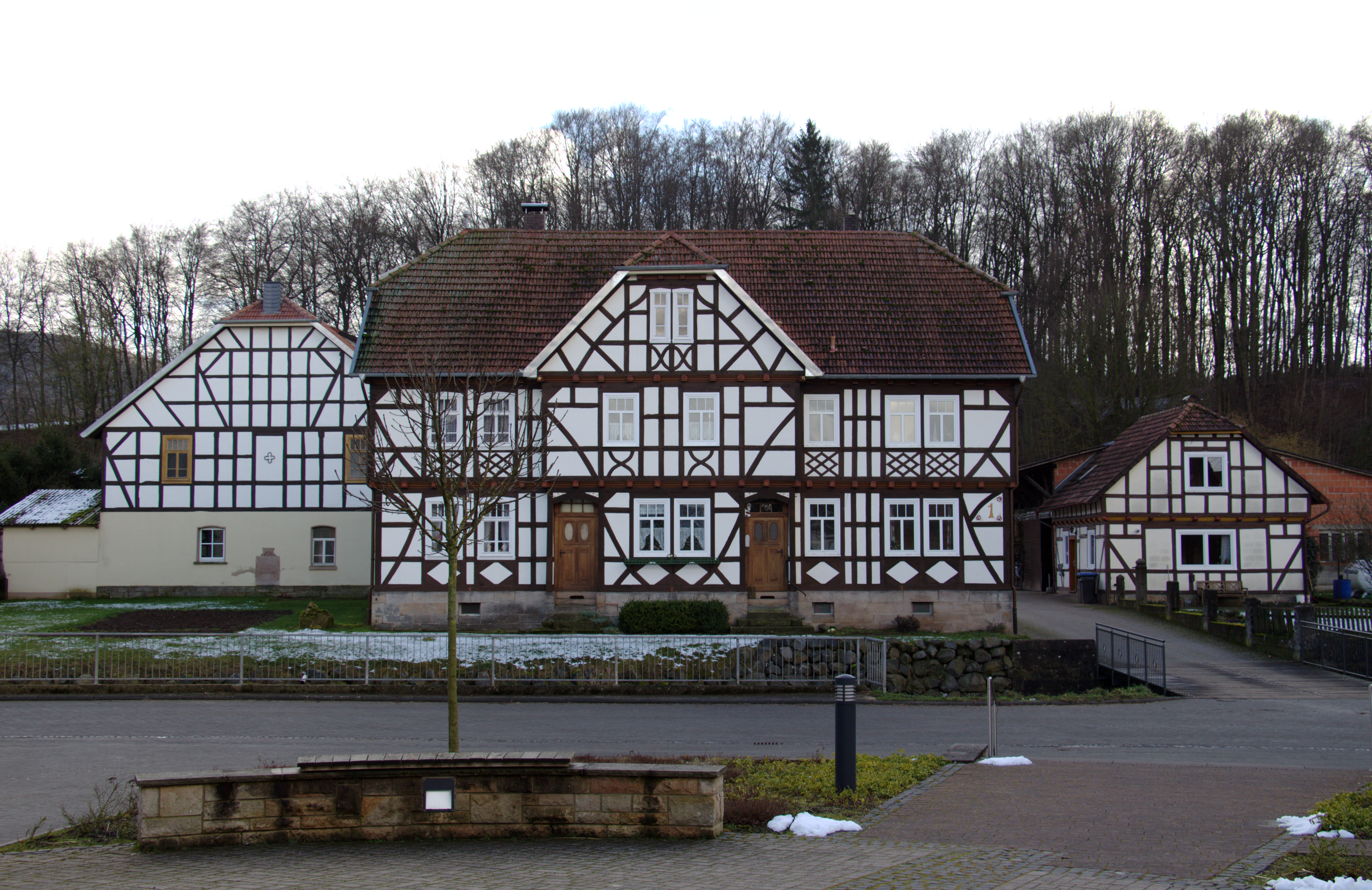
ランゲンビーバーの木組み建築群
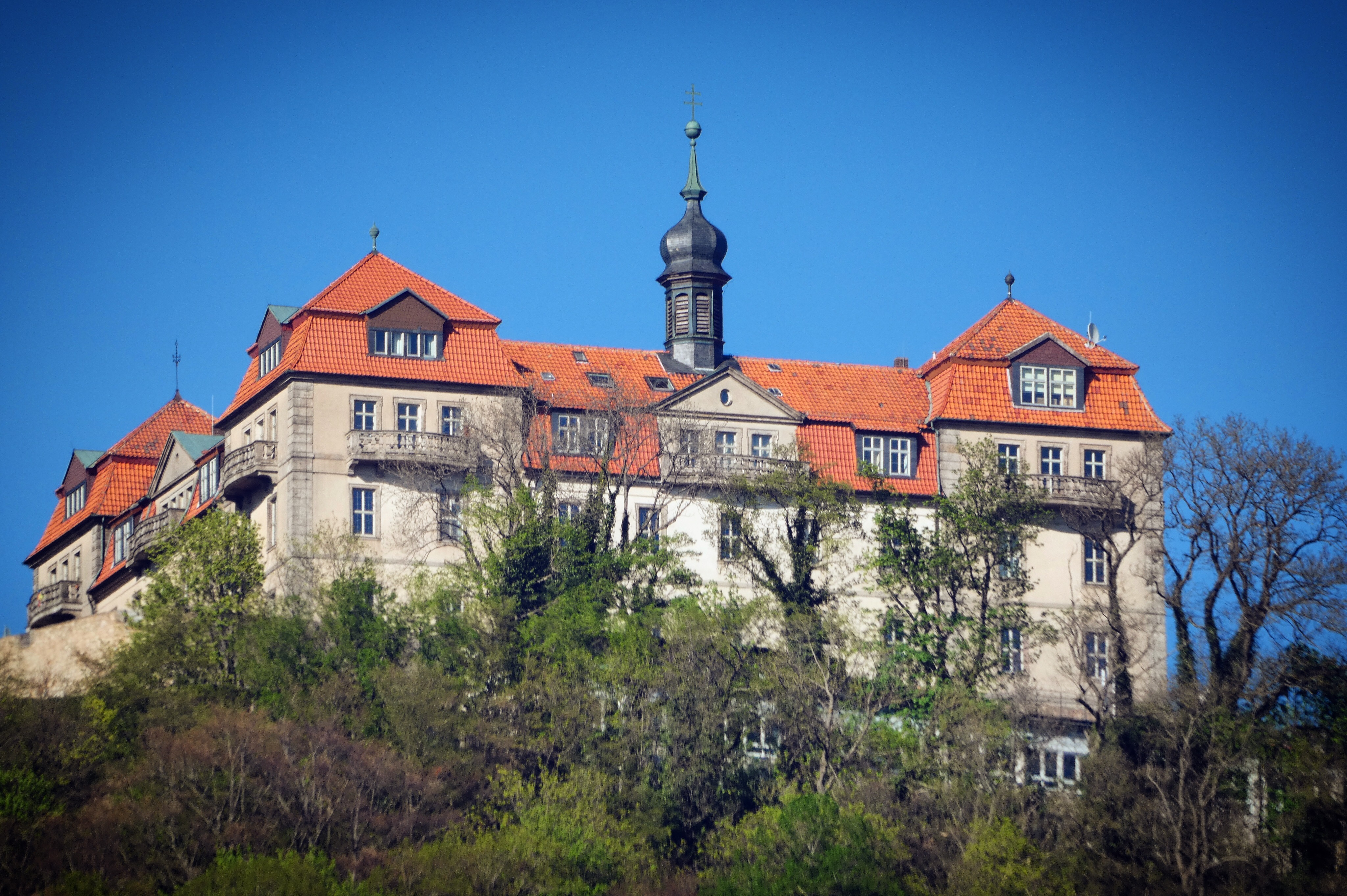
ビーバーシュタイン城
アルムスの洗礼者聖ヨハネ教会

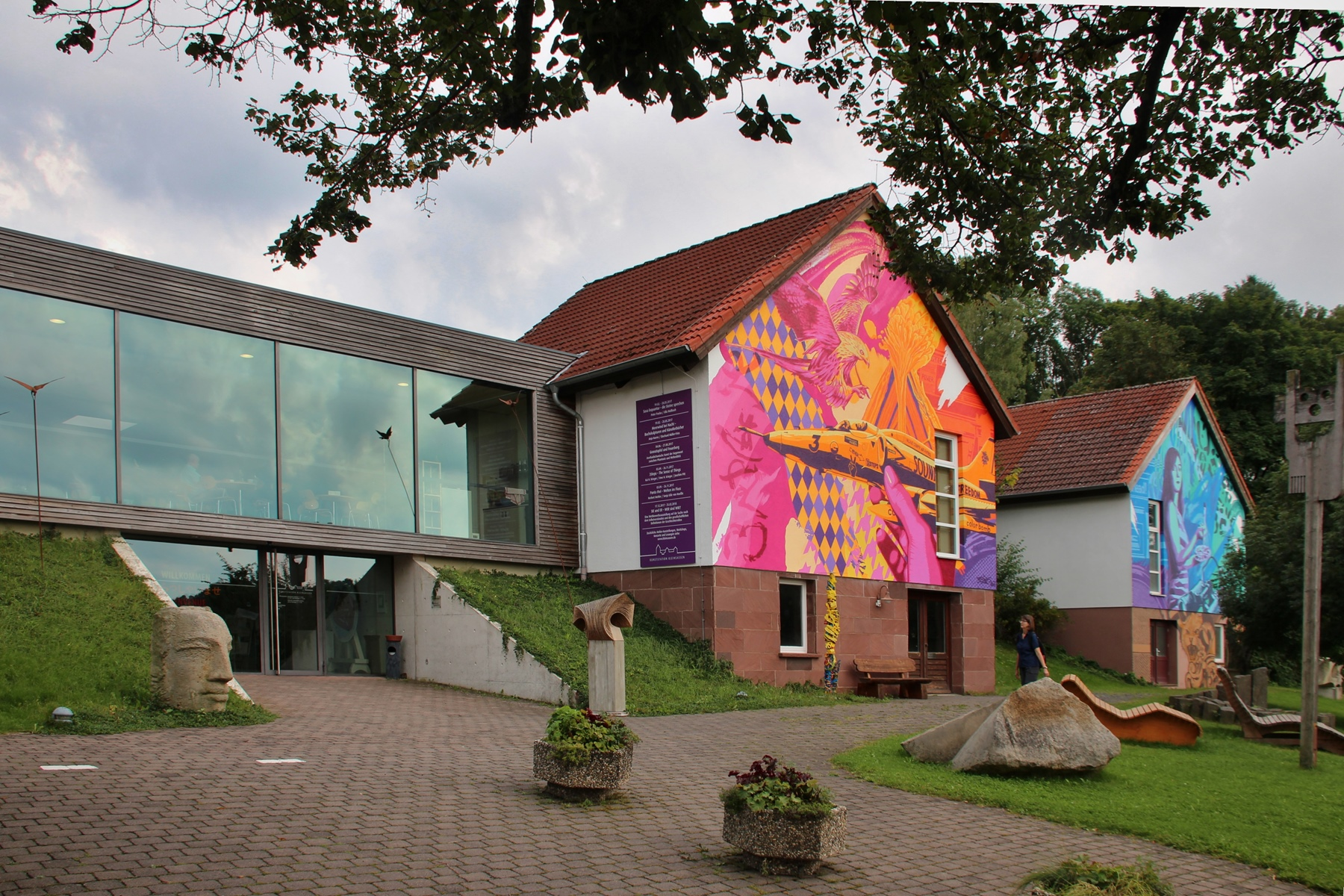
クラインザッセン芸術ステーション

### 芸術、演劇、博物館
- クラインザッセン芸術ステーションの芸術展示[10]
- 芸術・工芸庫（クラインザッセン）
- トラウムテアター（クラインザッセン）
- 古い大衆演劇を上演する一連の演劇グループ、特にクリスマスシーズンに上演される
- クラインザッセンの、重りや分銅、秤を展示するプフント博物館[11]
- エルタースの旧学校の郷土コレクション

### 学習路
- 森の学習路「珍しい土着樹木種」とランゲンビーバー近郊のシュテルベルクの森林被害路
- フォーレンヴァイデ自然学習路
- ミルゼブルクの先史遊歩道

### 遊歩道と自転車道
ホーフビーバーおよびその周辺には、数百 km の自転車道と、全長 175 km の標識のある遊歩道が設けられている。
- ヴィーゼン、ニーダービーバー、ランゲンビーバー、エルタース集落を通るミルゼブルク自転車道[12]。この自転車道はヘッセン広域自転車道 R3号線[13]およびバーンラートヴェーク・ヘッセン[14]の一部として、ペータースベルク＝ゲッツェンホーフからヒルダースまでの 27 km 区間、かつてのビーバータール鉄道/レーン鉄道の軌道跡を通ってヘッセン・レーン山地を越える。

## 経済と社会資本

### 経済構造
この町の面積は約 90 km2 で、人口は約 6,000人である。
ホーフビーバーは何世紀も前から農業で生計を立てていた。現在農業生産や生活空間としての機能はその重要性を大きく失った。専業農家はわずかな数しかなく、多くはいわゆる「休日農家」である。
ホーフビーバーは、資金力の面ではフルダ郡で最も貧しい自治体の1つである。このため町は、レジャー地域開発に尽力した。ホーフビーバーはやがてルフトクアオルト（空気の清浄な保養地）に指定され、シュヴァルツバッハ地区は静養地として知られている。

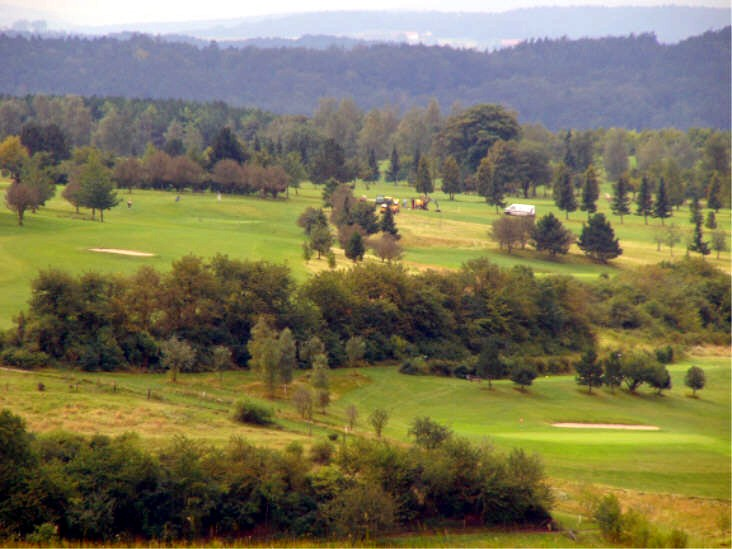
ホーフビーバー・ゴルフ場

### スポーツとレジャー
- グリル場
- 温水屋外プール（ランゲンビーバー）
- 様々な地区のアスレチックコース
- 馬車・幌馬車ツアー（ニーダービーバー）
- 乗馬（ホーフビーバー/シュヴァルツバッハ）
- 長さ 200 m のリュージュ・コース（ランゲンビーバー）
- ソリ遊びコース（ランゲンビーバー）
- テニスコート（ランゲンビーバー/フォーレンヴァイデ）
- 18ホールのゴルフ場（ホーフビーバー）
- 17 m レーン山地最長のベンチ
- 立ち泳ぎ用プール（ホーフビーバー）
- 裸足の体験路（ホーフビーバー、2004年9月オープン）

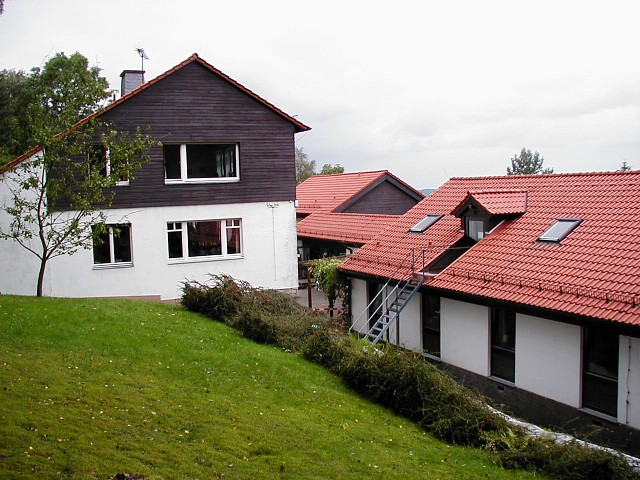
ルートヴィヒ・ヴォルカー・ハウス

- 各町区の図書館
- 子供遊技広場とボルツ場

### 青年教育・レジャー施設
レーン山地ミルゼブルクの麓、クラインザッセンの「ルートヴィヒ・ヴォルカー・ハウス」は、フルダ司教区カトリック青年連合の青年教育・レジャー施設である。フルダの聖ミヒャエル青年作業会 e.V. が運営している。

## 人物

### 出身者
- ラインハルト・ゲーリング（1887年 - 1936年）劇作家

## 参考図書
- Heinrich Peter Noll (1907). “Aus der Vergangenheit der Pfarrei Hofbieber”. In Gregor Richter. Quellen und Abhandlungen zur Geschichte der Abtei und Diözese Fulda. Fulda
- Eberstein, Urkundliche Geschichte des reichsritterlichen Geschlechts Eberstein. Berlin. (1889)
- Ferdinand Stein (2003-11-21). “Hofbieber, Langenbieber oder Niederbieber? Überlegungen zur Ersterwähnung der Siedlung „Bibarahu“”. Buchenblätter (26).
- Erwin Sturm: Fachwerk-Landschaft Langenbieber. Buchenblätter (17).
- Arbeitskreis 'Chronik' HofbieberHofbieber 1093–2003, ed. Aus der Geschichte eines Dorfes. Nüsttal-Hofaschenbach 2003
- “Hessische Bibliographie の Hofbieber に関する文献へのリンク”. 2019年11月12日閲覧。

これらの文献は、翻訳元であるドイツ語版の参考文献として挙げられていたものであり、日本語版作成に際し直接参照してはおりません。

## 訳注
1. ↑  対トルコ戦争の軍費を調達するための税
2. ↑  ドイツ語: Zentgraf、領邦裁判区（行政区も兼ねた）の代官